# Franciszek Ksawery Woyna

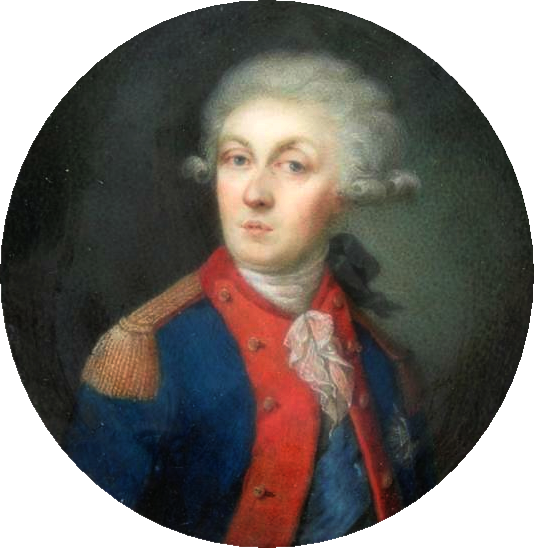
Gemälde im Czartoryski-Museum

Franciszek Ksawery Woyna (* 1750 in Warschau, Polen-Litauen; † 15. Mai 1813 in Wien, Österreich) war ein polnischer Politiker, Militär, Diplomat, Mitglied der Verfassungspartei und des Ständigen Rats sowie Schriftsteller der Aufklärung, Dramaturg, Lyriker und Übersetzer. Seine Familie gehörte zur Wappengemeinschaft Trąby (Hifthorn). Er war Freimaurer und zum Lebensende Fürst in Galizien mit dem Wappen Woyna Hrabia.

## Leben
Łoyko war Mitglied der Adelsfamilie Woyna. Er studierte am Collegium Nobilium der Piaristen in Warschau. und wurde dann Adjutant und später Kammerherr von König Stanislaus II. August Poniatowski. Bereits während seines Studiums betätigte er sich als Schauspieler und Dramaturg. Der König unterstellte ihm seine Theatertruppe. Er wurde regelmäßig zu den Donnerstagmittagessen am Hof von Stanislaus II. August Poniatowski eingeladen, wo er seine Lyrik vortrug und auch im Theater des Königs als Schauspieler und Dramaturg auftrat. 1778 war er Abgeordneter am Sejm als Vertreter der Woiwodschaft Sandomir. 1779 stieg der zum Kommandanten des Hofregiments der Ulanen des Königs und der Republik und zum Vizekommendanten der Kadettenanstalt auf. Wenig später erhielt er den Rang eines Generalmajors und wurde in den 1780er Jahren im Ausschuss für die Einnahmen der Krone und im Ständigen Rat eingesetzt. 1780 erhielt er vom König den Sankt-Stanislaus-Orden und 1790 den Orden des Weißen Adlers. 1792 wurde er vom König als Diplomat an den französischen Hof in Versailles gesandt. Nach seiner Rückkehr übernahm von Fryderyk Józef Moszyński das Kadettenanstalt im Rang eines Generalleutnants. 1793 verließ er Polen-Litauen und siedelte nach Wien über, wo er zunächst Geheimrat und später Vizekanzler in den Kanzleien für Galizien sowie Böhmen, Galizien und Österreich wurde. Er unterstützt die Bildung der Légions polonaises in Italien. Im Jahr 1800 erhielt er den Fürstentitel in Galizien von den Habsburgern. Seine Söhne dienten im österreichischen Heer.